# Liste der Wappen im Landkreis Mittelsachsen
Diese Liste zeigt die Wappen der Gemeinden im Landkreis Mittelsachsen in Sachsen.

Wappen des Landkreises Mittelsachsen
Lage des Landkreises Mittelsachsen in Sachsen
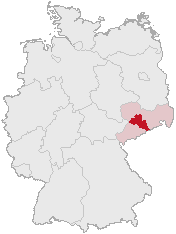
Lage des Landkreises Mittelsachsen in Deutschland

## Wappen der Städte und Gemeinden
- Gemeinde
Altmittweida
- Stadt
Augustusburg
- Gemeinde
 Bobritzsch-Hilbersdorf
- Stadt
Brand-Erbisdorf
- Stadt
Burgstädt
- Gemeinde
Claußnitz
- Stadt
Döbeln
- Gemeinde
Dorfchemnitz
- Gemeinde
Eppendorf
- Gemeinde
Erlau
- Stadt
Flöha
- Stadt
Frankenberg
- Stadt
Frauenstein
- Stadt
Freiberg
- Stadt
Geringswalde
- Gemeinde
Großhartmannsdorf
- Stadt 
Großschirma[1]
- Gemeinde
Großweitzschen
- Stadt
Hainichen
- Gemeinde
Halsbrücke
- Stadt
Hartha
- Gemeinde
Hartmannsdorf
- Gemeinde
Königsfeld
- Gemeinde
Königshain-Wiederau
- Gemeinde
Kriebstein
- Stadt
Leisnig[2]
- Gemeinde
Leubsdorf
- Gemeinde
Lichtenau
- Gemeinde
Lichtenberg/Erzgeb.
- Stadt
Lunzenau
- Stadt
Mittweida
- Gemeinde
Mühlau
- Gemeinde
Mulda/Sa.
- Gemeinde
Neuhausen/Erzgeb.
- Gemeinde
Niederwiesa
- Gemeinde
Oberschöna
- Stadt
Oederan
- Stadt
Penig
- Gemeinde
Rechenberg-Bienenmühle
- Gemeinde
Reinsberg
- Stadt
Rochlitz
- Gemeinde
Rossau
- Stadt
Roßwein
- Stadt
Sayda
- Gemeinde
Seelitz
- Gemeinde
Striegistal
- Gemeinde
Taura
- Stadt
Waldheim[3]
- Gemeinde
Wechselburg
- Gemeinde
Weißenborn/Erzgeb.
- Gemeinde
Zettlitz

## Wappen ehemals selbstständiger Gemeinden

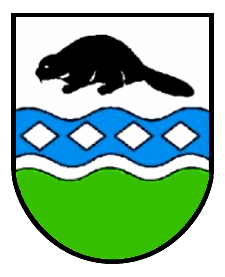
Bobritzsch (zu Bobritzsch-Hilbersdorf)
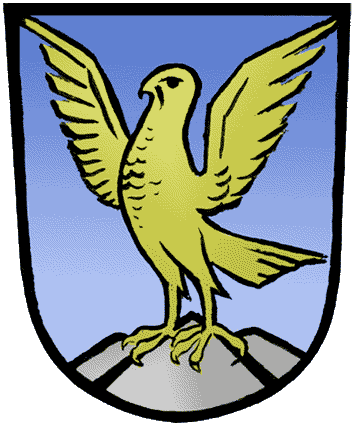
Falkenau (zu Flöha)
Frankenstein (zu Oederan)
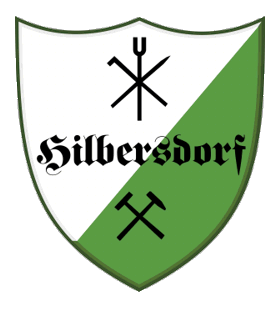
Hilbersdorf (zu Bobritzsch-Hilbersdorf)
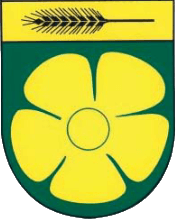
Mochau (zu Döbeln)
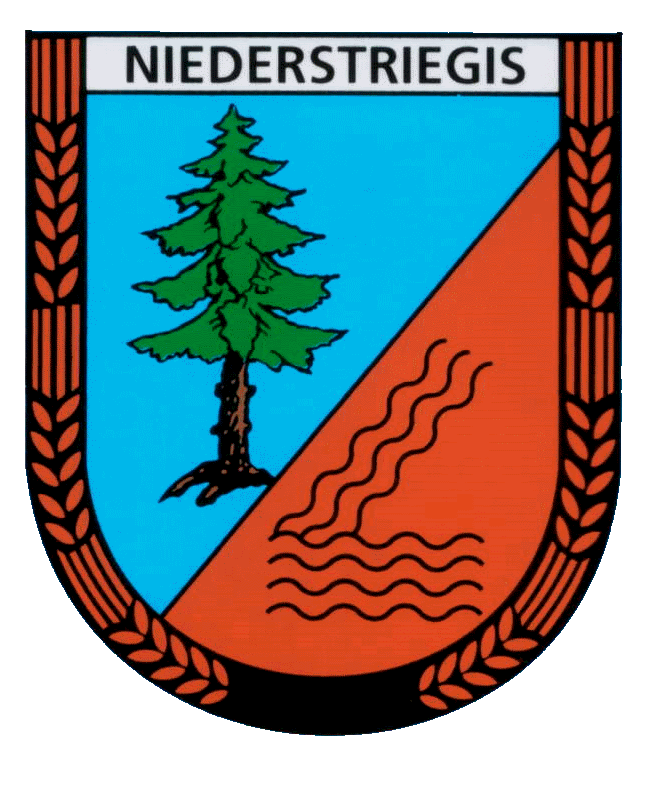
Niederstriegis (zu Roßwein)
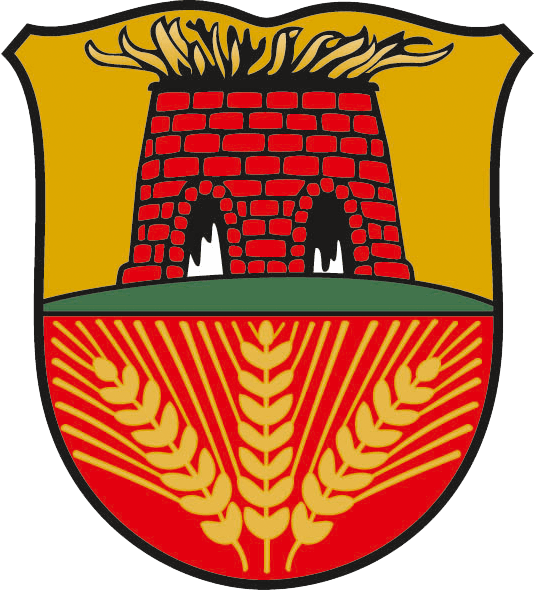
Ostrau (zu Jahnatal)
Ortsteil Siebenlehn der Stadt Großschirma
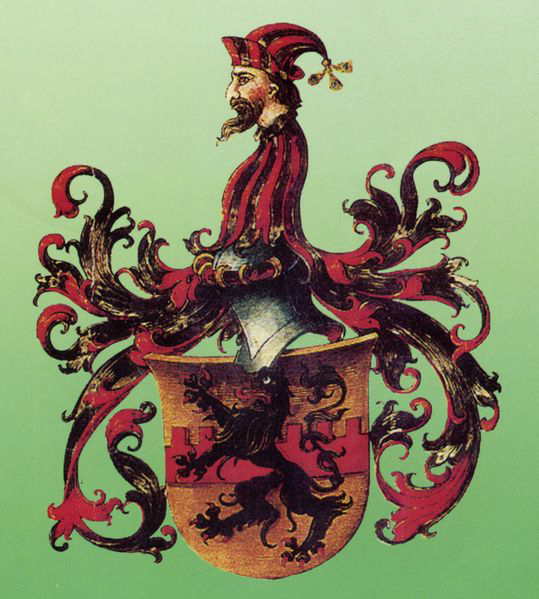
Ortsteil Siebenlehn der Stadt Großschirma
Tiefenbach (zu Striegistal)

## Wappen ehemaliger Landkreise

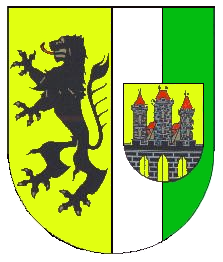
Landkreiswappen des Landkreises Döbeln
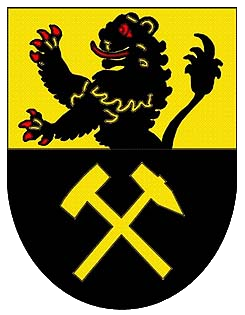
Wappen des Landkreises Freiberg
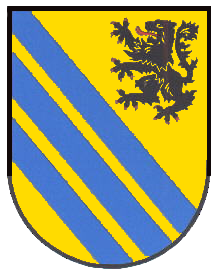
Wappen des Landkreises Mittweida

## Historische Wappen

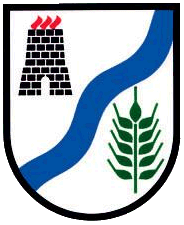
Gemeinde Striegistal (bis 30. Juni 2008)

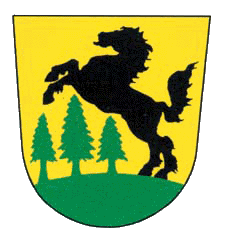
Gemeinde Striegistal
Stadt Augustusburg
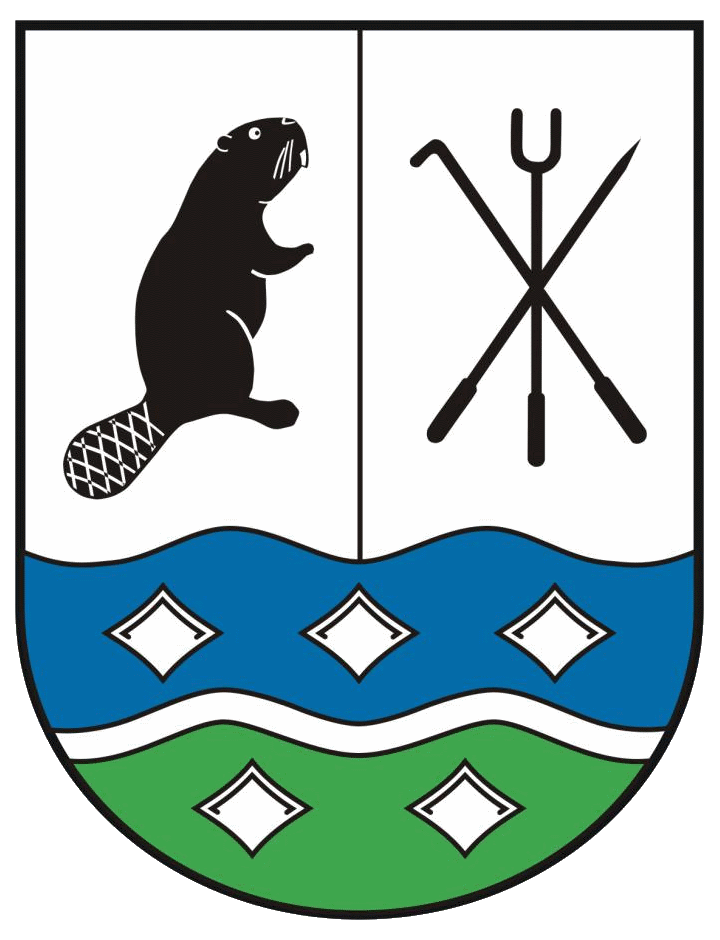
Gemeinde Bobritzsch-Hilbersdorf
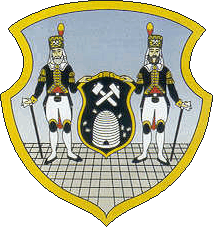
Stadt Brand-Erbisdorf
Stadt Burgstädt
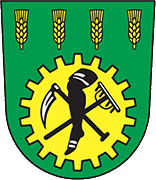
Gemeinde Claußnitz
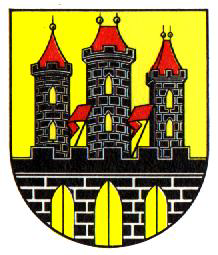
Stadt Döbeln
Gemeinde Dorfchemnitz
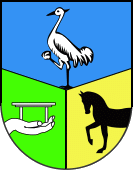
Gemeinde Eppendorf
Gemeinde Erlau
Stadt Flöha
Stadt Frankenberg
Stadt Frauenstein
Stadt Freiberg
Stadt Geringswalde
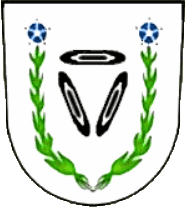
Gemeinde Großhartmannsdorf
Stadt Großschirma
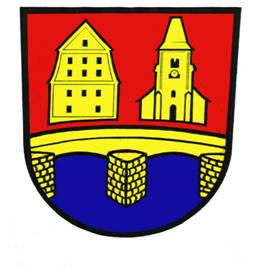
Gemeinde Großweitzschen
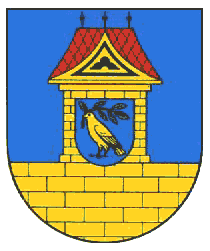
Stadt Hainichen
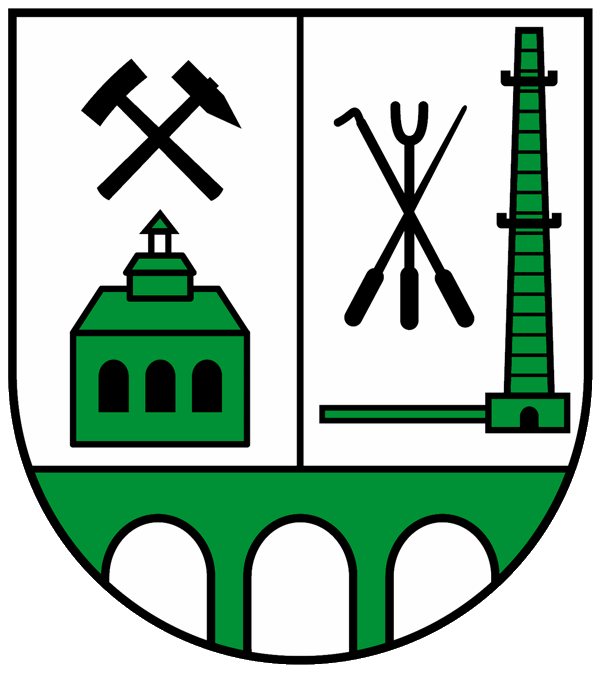
Gemeinde Halsbrücke
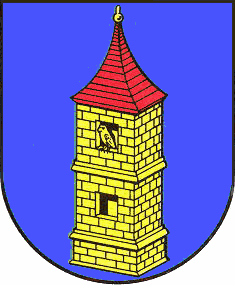
Stadt Hartha
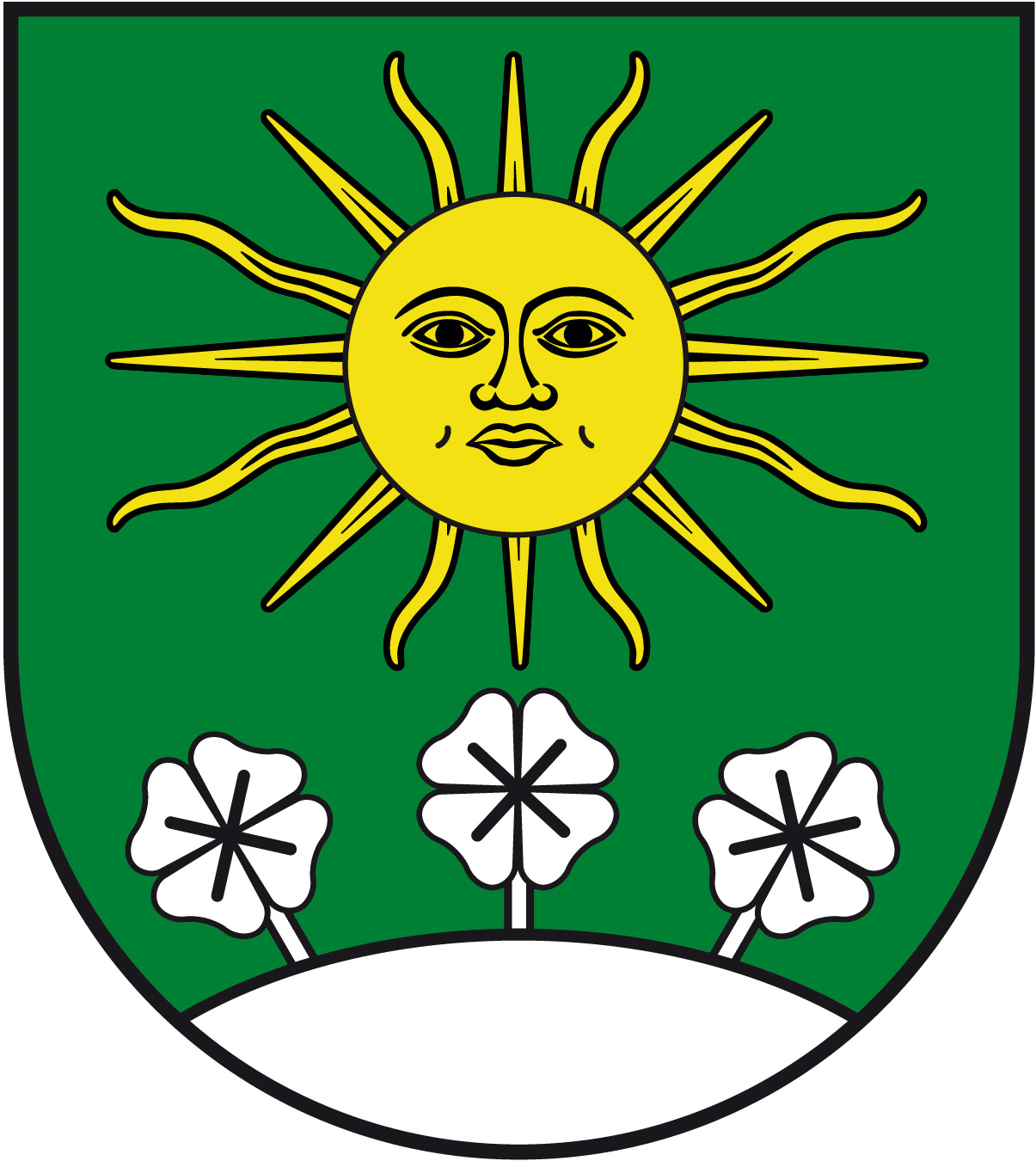
Gemeinde Hartmannsdorf
Gemeinde Königsfeld
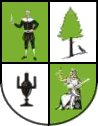
Gemeinde Königshain-Wiederau
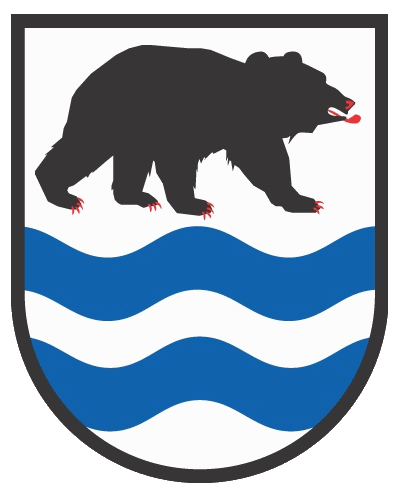
Gemeinde Kriebstein
Stadt Leisnig
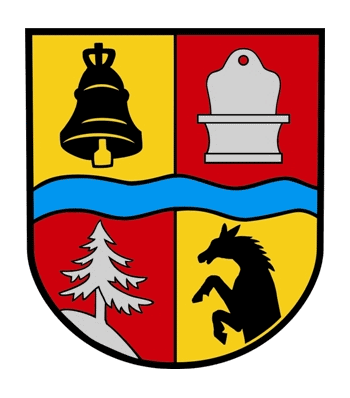
Gemeinde Leubsdorf
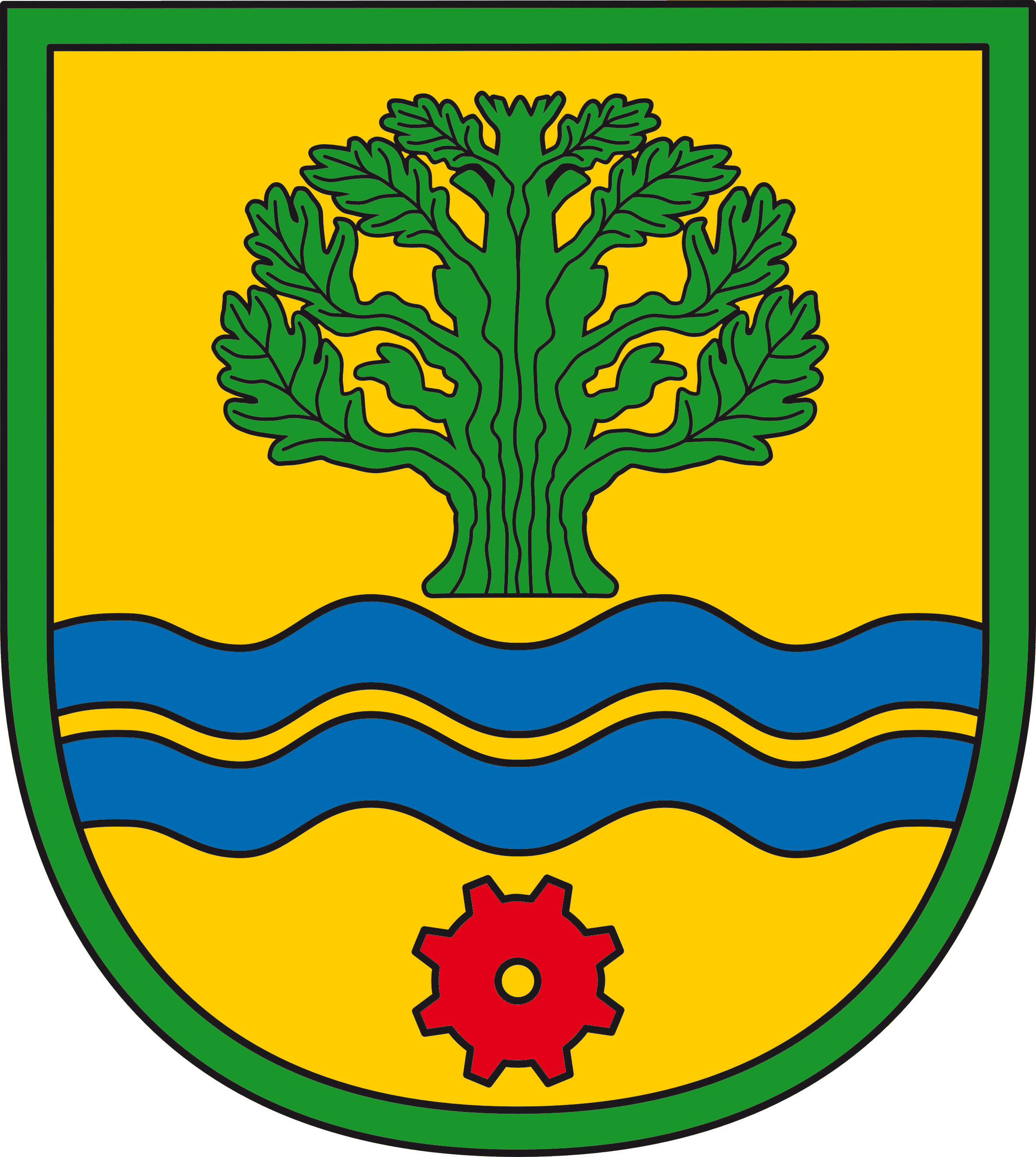
Gemeinde Lichtenau
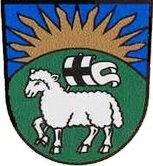
Gemeinde Lichtenberg/Erzgeb.
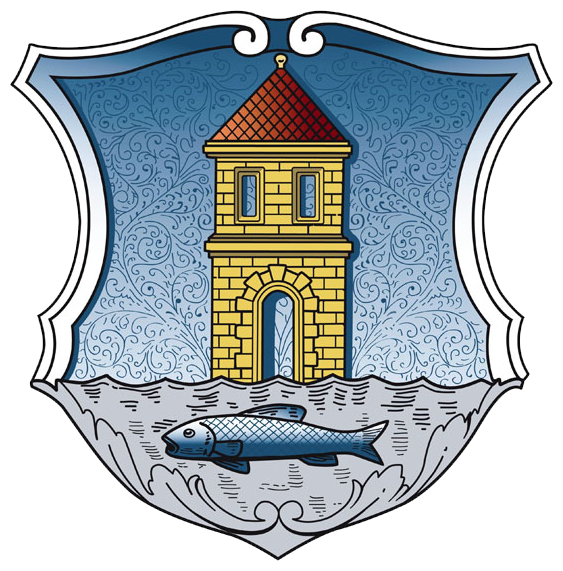
Stadt Lunzenau
Stadt Mittweida
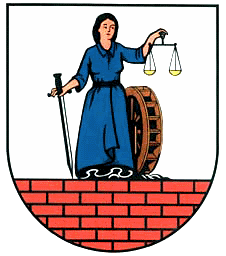
Gemeinde Mühlau
Gemeinde Mulda/Sa.
Gemeinde Neuhausen/Erzgeb.
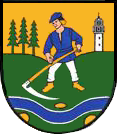
Gemeinde Niederwiesa
Gemeinde Oberschöna
Stadt Oederan
Stadt Penig
Gemeinde Rechenberg-Bienenmühle
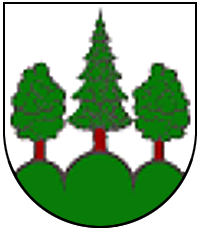
Gemeinde Reinsberg
Stadt Rochlitz
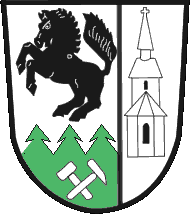
Gemeinde Rossau
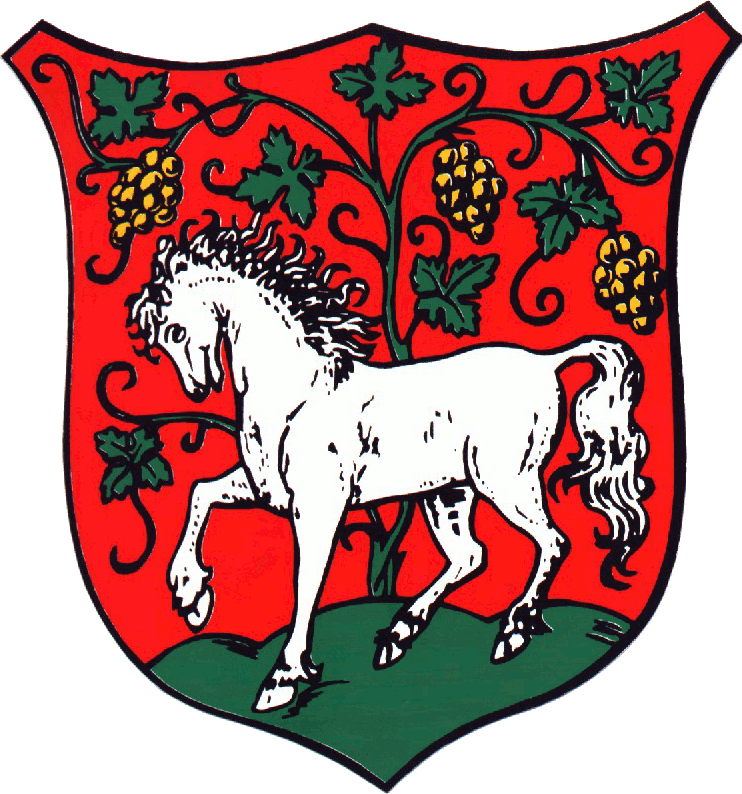
Stadt Roßwein
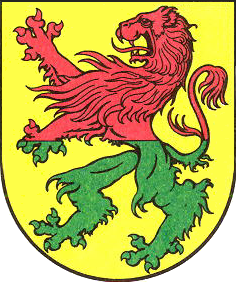
Stadt Sayda
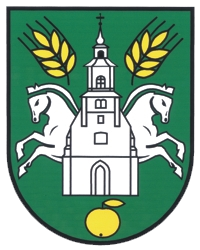
Gemeinde Seelitz
Gemeinde Striegistal
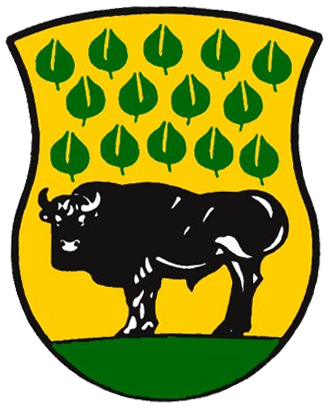
Gemeinde Taura
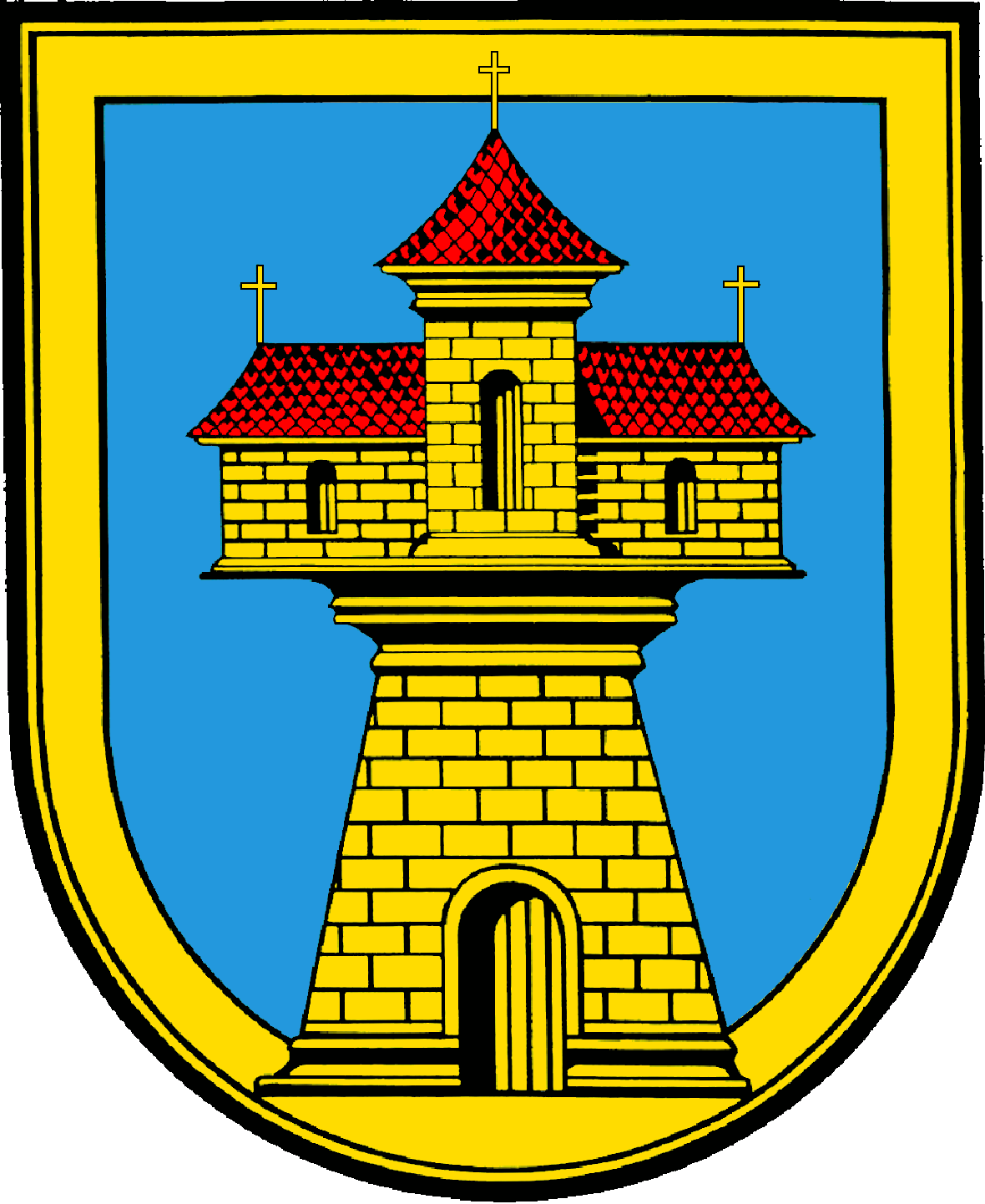
Stadt Waldheim
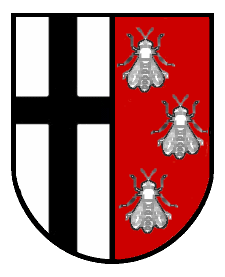
Gemeinde Wechselburg
Gemeinde Weißenborn/Erzgeb.
Gemeinde Zettlitz
 (bis 30. Juni 2008)

## Blasonierungen
1. ↑  2003 erfolgte die Eingliederung der Stadt Siebenlehn in die Gemeinde Großschirma, gleichzeitig übernahm Großschirma die Stadtrechte von Siebenlehn.
2. ↑  Leisnig: „In Schwarz eine goldene Zinnenmauer mit breitbedachtem erkerverziertem Torturm und geöffneten Tor; am Turm über dem Tor ein goldener Schild mit einem schwarzen Schrägrechtsbalken, begleitet von je drei schwarzen Rauten.“ (Beschreibung auf der Webseite der Stadt Leisnig (Memento des Originals vom 18. August 2016 im Internet Archive)  Info: Der Archivlink wurde automatisch eingesetzt und noch nicht geprüft. Bitte prüfe Original- und Archivlink gemäß Anleitung und entferne dann diesen Hinweis.)
3. ↑  Waldheim: „Auf einem blauen Schild mit drei schmalen goldenen Umrahmungen einen goldenen Turm mit zwei Seitenausbauten und einem Mittelaufbau mit roten Dächern und drei goldenen Kreuzen.“ (Satzung der Stadt Waldheim über die Verwendung des Waldheimer Stadtwappens, der Stadtflagge und des Slogans § 1 Abs. 2 (Seite nicht mehr abrufbar, festgestellt im März 2022. Suche in Webarchiven)  Info: Der Link wurde automatisch als defekt markiert. Bitte prüfe den Link gemäß Anleitung und entferne dann diesen Hinweis.)
4. ↑  Landkreis Döbeln: „Gespaltenen von Gold und Silber/Grün vorn ein schwarzer Meißner Löwe, hinten das Döbelner Stadtwappen.“ (Hauptsatzung § 1 Abs. 2 (Memento des Originals vom 29. September 2007 im Internet Archive)  Info: Der Archivlink wurde automatisch eingesetzt und noch nicht geprüft. Bitte prüfe Original- und Archivlink gemäß Anleitung und entferne dann diesen Hinweis.)